# Pac-Man
 (パックマン ) је аркадна игра коју је развио Namco и коју је по лиценци у Сједињеним Државама дистрибуирала фирма Midway, први пут објављена у Јапану 22. маја 1980. Изразито популарна у Сједињеним Државама од дана издавања па све до данас, игра Pac-Man се универзално сматра за један од класика овог медија, практично синоним за видео-игре и једну од икона популарне културе 1980-их. Након изласка, ова игра постала је друштвени феномен.
Такође постоји и алатка Pacman, која служи за инсталацију пакета на Линукс оперативним системима, а долази уграђена у Арч Линукс.